# Як-7УТИ
Як-7УТИ — советский одномоторный самолёт Великой Отечественной войны. Был разработан КБ под управлением Александра Сергеевича Яковлева, как учебно-тренировочный самолёт, для обучения лётчиков на истребитель Як-1. Первоначально назывался УТИ-26 (это обозначение носили два прототипа), также носил наименование И-27. Запущен в серийное производство в 1941 году под обозначением Як-7УТИ, всего было построено 186 самолётов.

## Разработка
Ещё на стадии испытаний опытного истребителя И-26, превратившегося позднее в Як-1, А. С. Яковлев подготовил на его базе проект двухместного учебного самолёта УТИ-26, для обеспечения обучения молодых полетов на новом истребителе. На самолёте была установлена двухместная кабина для курсанта и инструктора с двойным управлением.
Самолёт проектировался и строился с 25 января 1940 года. Было построено два опытных экземпляра — УТИ-26-1 и УТИ-26-2. Первый был готов 25 июня 1940 года, второй (дублер) 17 сентября 1940 года.
Для обеспечения приемлемых летных характеристик учебного самолёта пришлось вносить множественные изменения в конструкцию изначального самолёта. В частности, сместили на 100 мм назад крыло, изменив таким образом центровку самолёта. Ввели массовую балансировку руля высоты. Изменили соотношение площадей рулей высоты и их триммеров (введено на УТИ-26-2, при неизмененной площади горизонтального оперения 3,05 м² площадь стабилизатора УТИ-26-2 стала 1,93 м² вместо 1,82 м² а руля высоты — 1,12 м² вместо 1,23 м²). Само оперение сделали цельнометаллическим. Для улучшения технологичности, ввели на самолёте крыло, разработанное для опытного истребителя И-28. Поставили конструктивно упрощенное, но более прочнее шасси. Его конструкция, как и конструкция оперения были взяты от опытного истребителя И-30.
В передней кабине установлен фото-кинопулемет; передняя кабина оборудована шторкой для слепого полета, для удобства у задней кабины установлена подножка.
Вооружение состояло из двух синхронных пулеметов ШКАС с боезапасом по 500 патронов.
В результате появился очень удачный самолёт, обладавший даже большей живучестью и разгонными характеристиками, чем серийный Як-1.
УТИ-26-1 проходил заводские испытания с 23 июля по 25 августа 1940 года. Испытания проводила бригада в составе: ответственный за испытания — инженер-летчик-испытатель П. Я. Федрови и борт-механик М. М. Щипанов. Было выполнено 20 полетов общей продолжительностью 4 часа 45 мин, из них 4 полета для выявления качеств двух винтов — диаметрами 2,8 м и 3,0 м. Было установлено, что характеристики винтов заметной разницы не имеют: прирост скорости полета при винте ВИШ-61 диаметром 2,8 м составлял 2-4 км/ч.
На госиспытания УТИ-26-1 вышел 28 августа, с перерывом с 30 августа по 11 сентября, вызванный тем, что на рулежке сложилась левая опора шасси, в результате чего был погнут винт и повреждена консоль крыла. Самолёт возвращали в ОКБ для ремонта. Государственные испытания УТИ-26-1 проводила бригада НИИ ВВС в составе: ведущие летчики П. А. Стефановский и А. Г. Кубышкин, ведущий инженер по самолёту И. Максимов (после 30 августа А. Т. Степанец), по винто-моторной группе — А. И. Хвостовский, по вооружению — А. Г. Аронов, по спецоборудованию — В. К. Салихов и техник самолёта — В. Ф. Сбитнев. В облете принимали участие девять летчиков 11 иап, а также известный летчик генерал-майор авиации Герой Советского Союза И. А. Лакеев и др.
Испытания завершились 25 сентября 1940 года, по итогам которых самолёт получил оценку «удовлетворительно» и был рекомендован к серийному производству. За время госиспытаний произведено 30 полетов общей продолжительностью 22 часа 20 мин. В акте по результатам госиспытаний отмечалось, что в настоящее время самолёт является единственным переходным к другим типам самолётов (Як-1, ЛаГГ-3, МиГ-3) учебным самолётом. Однако самолёт оказался сложнее в пилотировании, чем одноместный вариант.
УТИ-26-2 представлял собой дублер УТИ-26-1. В конструктивном отношении этот самолёт являлся более совершенным, что естественно, поскольку он был построен позже, чем УТИ-26-1, и на нём было устранено большинство выявленных дефектов. Помимо изменения площади оперения, для улучшения пилотажных характеристик, на дублере было установлено новое шасси, отличающееся от старого тем, что размеры колес увеличены: основных — до 650×200 мм и хвостового — до 300×125 мм.
С 16 сентября по 12 декабря 1940 года он проходил заводские летные испытания, а с 1 января по 14 февраля 1941 года — специальные госиспытания на облет летчиками НИИ ВВС для выявления особенностей в технике пилотирования в связи с изменением горизонтального оперения. Эти испытания проводила бригада НИИ ВВС в составе: ведущий летчик А. Г. Кубышкин, ведущий инженер А. Т. Степанец, техник Ф.3. Сбитнев. Было произведено 8 полетов общей продолжительностью 5 ч и ещё 13 полетов (7 ч 55 мин) при подготовке к параду. Отчет по госиспытаниям УТИ-26-2 подтвердил выводы по испытаниям УТИ-26-1 и рекомендовал ускорить подготовку к серийному производству.

## Производство
В серию самолёт был запущен под наименованием ЯК-7УТИ по постановлению СНК и ЦК ВКП(б) и во исполнение приказа НКАП от 4 марта 1941 года. Московскому авиационному заводу № 301, расположенному в Химках, предписывалось прекратить производство Як-1 и немедленно начать производство Як-7УТИ, обеспечив начало регулярного выпуска с 1 апреля 1941 года. План выпуска Як-7УТИ на 1941 год составлял 600 машин.
По сравнению с УТИ-26-2, на Як-7УТИ внесли следующие изменения:
- учитывая характер работы учебно-тренировочного самолёта (взлет-посадка без уборки шасси), а также для упрощения конструкции и повышения надежности работы, костыльная установка шасси самолёта выполнена неубирающейся, в связи с чем пневмоцилиндр уборки костыля снят и заменен подкосом, жестко соединяющим верхнюю часть костыля с фермой фюзеляжа.
- для поддержания температурного режима винто-моторной группы в допустимых пределах число оборотов двигателя (за счет установки во втулку винта регулировочного кольца) понижены с 2700 до 2350 об/мин.
- вместо двух оставлен один левый пулемет ШКАС с боекомплектом 500 патронов.

Полетная масса Як-7УТИ первых выпусков — в среднем 2800 кг, то есть на 50 кг больше, чем у УТИ-26-2, что объяснялось неосвоенностью технологии производства. Также, из-за более низкого качества производственного выполнения несколько ниже оказались и летные характеристики.
Первый полет первого серийного Як-7УТИ № 01-02 состоялся 18 мая 1941 года на Центральном аэродроме в Москве, под управлением П. Я. Федрови.
Як-7УТИ строился серийно с апреля по сентябрь 1941 года на заводе № 301, а после его эвакуации — на новосибирском заводе № 153. Всего выпущено 186 самолётов.

## Тактико-технические характеристики
Приведены данные модификации УТИ-26.
Источник данных: Gordon, 2005, p. 89; Шавров, 1988.

Технические характеристики
- Экипаж: 2, пилот и курсант
- Длина: 8,5 м
- Размах крыла: 10,0 м
- Высота:
- Площадь крыла: 17,15 м²
- Масса пустого: 2181 кг
- Нормальная взлётная масса: 2750 кг
- Масса топлива во внутренних баках: 305 кг
- Силовая установка: 1 × жидкостного охлаждения М-105П
- Мощность двигателей: 1 × 1050 л. с. (1 × 772 кВт)
- Воздушный винт: ВИШ-61П
- Диаметр винта: 3 м

Лётные характеристики
- Максимальная скорость:  
  - на высоте: 586 км/ч на 4500 м
  - у земли: 500 км/ч
- Посадочная скорость: 125 км/ч
- Практическая дальность: 700 км
- Практический потолок: 9400 м
- Время набора высоты: 5000 м за 5,5 мин
- Время виража: 22 с
- Нагрузка на крыло: 160  кг/м²
- Тяговооружённость: 283 Вт/кг
- Длина разбега: 310 м
- Длина пробега: 550 м

Вооружение
- Стрелково-пушечное: 2 × 7,62 мм пулемёта ШКАС с 500 патр. каждый